# Миролюбівка (Бериславський район)
Миролю́бівка — село в Україні, у Нововоронцовській селищній громаді Бериславського району Херсонської області. Населення становить 731 осіб.

## Історія
Село засноване 1828 року.
12 червня 2020 року, відповідно до розпорядження Кабінету Міністрів України № 726-р «Про визначення адміністративних центрів та затвердження територій територіальних громад Херсонської області», Миролюбівська сільська рада об'єднана з
Нововоронцовською селищною громадою.
17 липня 2020 року, в результаті адміністративно-територіальної реформи та ліквідації Новоронцовського району, село увійшло до складу Бериславського району.

### Російсько-українська війна
1З березня 2022 року, з початку російського вторгнення в Україну, село було тимчасово окуповане російськими загарбниками. Напередодні в селі вже не було електрики через постійні російські обстріли. 
10 вересня 2022 року Генеральний штаб ЗСУ повідомив про звільнення села від російських окупантів.

## Населення
Згідно з переписом УРСР 1989 року чисельність наявного населення села становила 842 особи, з яких 410 чоловіків та 432 жінки.
За переписом населення України 2001 року в селі мешкала 731 особа.

### Мовний склад
Рідна мова населення за даними перепису 2001 року:
| Мова       | Чисельність, осіб | Доля     |
| ---------- | ----------------- | -------- |
| Українська | 705               | 96,44 %  |
| Російська  | 24                | 3,28 %   |
| Інше       | 2                 | 0,28 %   |
| Разом      | 731               | 100,00 % |

## Особистість
- Кубрак В'ячеслав Анатолійович (1986—2019) — прапорщик Збройних сил України, учасник російсько-української війни, Герой України.